# 미터
미터(영국 영어: metre, 미국 영어: meter, 문화어: 메터, 기호: m)는 길이나 거리의 SI 단위이다. 이 단위는 현재 진공에서 빛이 1/299,792,458초 동안 진행한 거리로 정의되어 있다. 이러한 정의는 최근에 측정 기술이 길이와 단위를 매우 높은 정확도로 재현할 수 있게 되면서 제안된 것으로, 시간의 경우에는 1013의 정확도로 재현할 수 있다.

## 유래 및 역사
미터(m)라는 단어는 메트론(그리스어: μετρον)으로부터 유래하였으며, ‘단위’를 뜻하는 ‘프랑스어: mètre’가 그 기원이다.
1790년, 프랑스 정부에서 전 세계적인 단위의 표준을 정할 필요성을 느끼고 미터법을 제정할 당시, 거리의 기준을 지구로 삼았다. 이에 따라 지구 적도에서 북극점까지의 거리를 정확하게 10,000km, 이 거리의 4배인 지구 전체 자오선 길이인 40,000km를 기준으로 하는 미터법이 제정되었다.
참고로 전체 자오선 길이가 아닌, 적도에서 북극점까지 거리인 10,000km를 십진법상의 표준이 된 이유는 당시의 기술 수준으로 남반구 지역에 관측소를 설치하는 것에 많은 어려움이 있었기 때문이다.
결국 지리적으로 1m는 적도에서 극점까지 거리의 1000만분의 1을 기준으로 하게 되었다.
1797년 처음 영어에서의 활용이 보고되었다.
초기의 1m의 표준 원기는 금속 물질로 제작했으나, 금속의 특성상 온도와 습기 등의 환경에 따른 미세한 변화가 존재하기 때문에 미터를 정의하는 방법은 시간이 흐르면서 바뀌었다.
- 1793년: 남북극과 적도 사이의 거리의 1/10,000,000.
- 1795년: 황동으로 된 임시 미터 원기의 길이.
- 1799년: 백금으로 된 표준 미터 원기의 길이.
- 1889년: 단면이 X자이며, 백금-이리듐 합금으로 된 국제 미터 원기 원형의 길이.
- 1960년: 진공에서 크립톤-86 원자의 2p10과 5d5 준위 사이의 전이에 해당하는 복사 파장의 1650763.73배.
- 1983년: 진공에서 빛이 1/299,792,458초 동안 진행한 거리. (빛의 속력 참고)

## 미터에 적용된 SI 접두어
SI 접두어를 갖는 미터는 다음과 같이 사용한다.
| 10n  | 이름     | 기호 |  | 10n   | 이름         | 기호 |
| ---- | -------- | ---- |  | ----- | ------------ | ---- |
| 100  | 미터     | m    |  |       |              |      |
| 101  | 데카미터 | dam  |  | 10−1  | 데시미터     | dm   |
| 102  | 헥토미터 | hm   |  | 10−2  | 센티미터     | cm   |
| 103  | 킬로미터 | km   |  | 10−3  | 밀리미터     | mm   |
| 106  | 메가미터 | Mm   |  | 10−6  | 마이크로미터 | µm   |
| 109  | 기가미터 | Gm   |  | 10−9  | 나노미터     | nm   |
| 1012 | 테라미터 | Tm   |  | 10−12 | 피코미터     | pm   |
| 1015 | 페타미터 | Pm   |  | 10−15 | 펨토미터     | fm   |
| 1018 | 엑사미터 | Em   |  | 10−18 | 아토미터     | am   |
| 1021 | 제타미터 | Zm   |  | 10−21 | 젭토미터     | zm   |
| 1024 | 요타미터 | Ym   |  | 10−24 | 욕토미터     | ym   |
| 1027 | 론나미터 | Rm   |  | 10−27 | 론토미터     | rm   |
| 1030 | 퀘타미터 | Qm   |  | 10−30 | 퀙토미터     | qm   |

## 참고 문헌
- A Dictionary of Scientific Units - including dimensionless numbers and scales. 5th Edition 1986. H.G. Jerrard and D.B. McNeill.

## 같이 보기
- 프랑스원정대의 자오선 측정보고서(French Geodesic Mission)
- SI 단위계
- 퀙토미터(10-30m)
- 론토미터(10-27m)
- 욕토미터(10-24m)
- 젭토미터(10-21m)
- 아토미터(10-18m)
- 펨토미터(10-15m)
- 피코미터(10-12m)
- 나노미터(10-9m)
- 마이크로미터(10-6m)
- 밀리미터(10-3m)
- 센티미터(10-2m)
- 데시미터(10-1m)
- 데카미터(101m)
- 헥토미터(102m)
- 킬로미터(103m)
- 메가미터(106m)
- 기가미터(109m)
- 테라미터(1012m)
- 페타미터(1015m)
- 엑사미터(1018m)
- 제타미터(1021m)
- 요타미터(1024m)
- 론나미터(1027m)
- 퀘타미터(1030m)